# Pilopogon gracilis
Pilopogon gracilis là một loài Rêu trong họ Dicranaceae. Loài này được (Hook.) Brid. miêu tả khoa học đầu tiên năm 1826.